# Clan Hachisuka

Le mon du clan Hachisuka s'appelle.

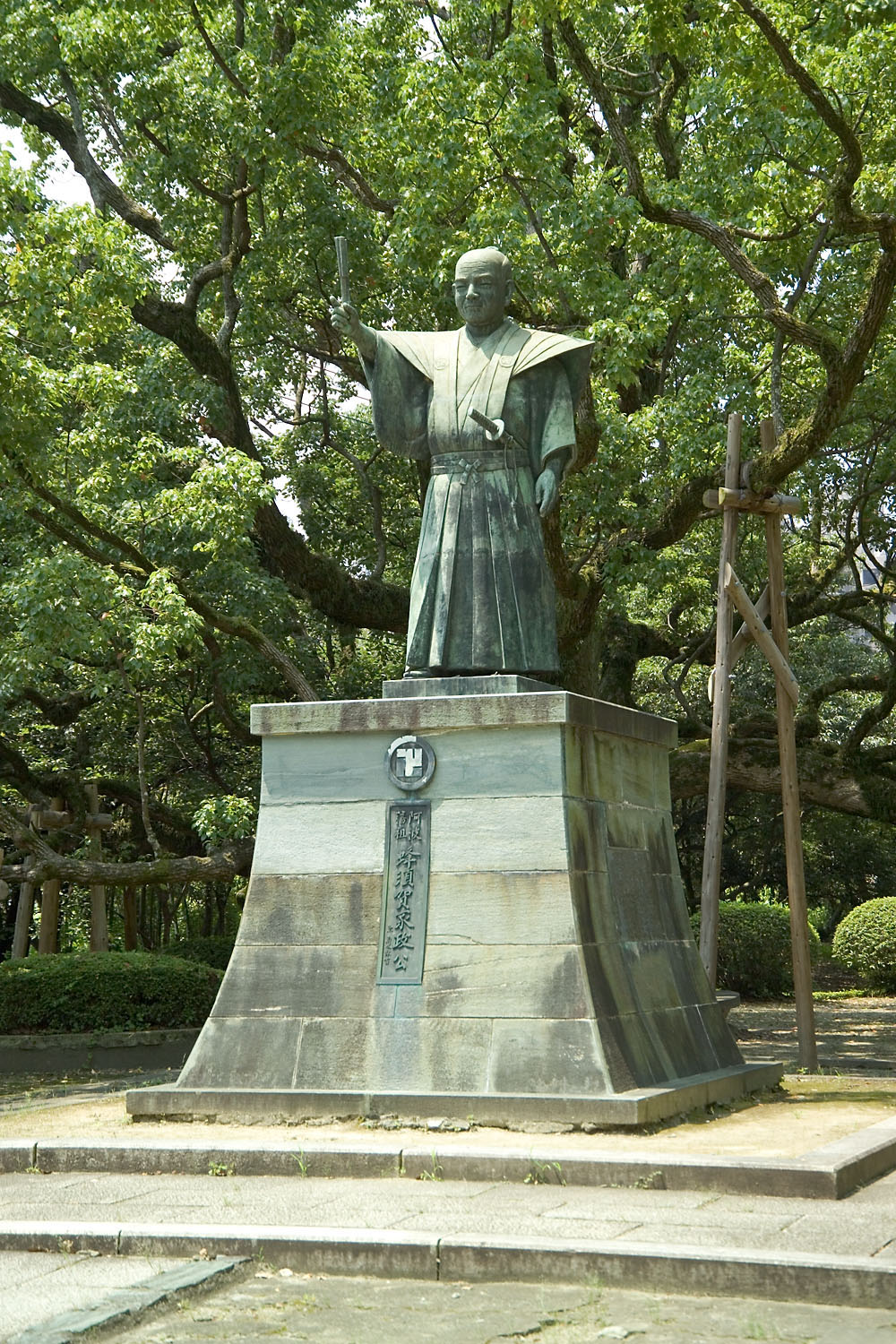
Statue de Hachisuka Iemasa à Tokushima.

Le clan Hachisuka (蜂須賀氏, Hachisuka-shi) descend de l'empereur Seiwa (850-880) et constitue une branche des clans Ashikaga et Shiba (Seiwa Genji).
Ashikaga Ieuji (XIIIe siècle), fils de Ashikaga Yasuuji, est le premier à adopter le nom de Shiba. Les Shiba sont shugo (gouverneurs) des provinces d'Echizen, d'Owari et autres, et sont durant le shogunat Ashikaga une des trois familles (Shiba, Hosokawa et Hatakeyama) dans lesquelles le Kyoto-kanryo (premier ministre du shogun) peut être choisi.
Shiba Masaaki, descendant de Shiba Takatsune († 1367), s'établit à Hachisuka, près du fleuve Kiso, à la limite des provinces d'Owari et de Mino, et de ce jour porte le nom d'« Hachisuka ».
Au XVIe siècle, le clan Hachisuka accède au premier plan grâce à son chef d'alors, Hachisuka Koroku. Son oncle tient le château de Hachisuka et lui-même vit au château de Miyaushiro qui est la résidence de sa famille maternelle. Koroku sert le clan Oda et sa participation est déterminante dans plusieurs des premières victoires d'Oda Nobunaga. Plus tard, il sert les intérêts de Toyotomi Hideyoshi.
Son fils Iemasa reçoit de Hideyoshi le domaine de Tokushima comme nouvelle possession et, de ce moment jusqu'à la fin de la période Edo, les Hachisuka sont daimyos de Tokushima. Ils font partie des rares familles à conserver les mêmes possessions foncières du début à la fin de la période Edo. Ils parviennent également à conserver un revenu constant de 256 000 koku.
À la fin de la période Edo, le clan est au centre de l'attention nationale grâce à son chef d'alors, Hachisuka Narihiro, un des fils du 11e shogun, Ienari. Le clan se range du côté du gouvernement de Kyoto durant la guerre de Boshin et fournit des troupes pour les combats au nord du Japon comme il assure ses devoirs de sécurité à Edo (Tokyo). Le clan est confronté à des dissensions internes l'année suivante, lors de l'épisode de la rébellion Inada, mais se dissout pacifiquement comme tous les han du Japon en 1873.
Après la restauration de Meiji, le clan Hachisuka est intégré dans le nouveau système nobiliaire kazoku de l'ère Meiji.